# Luikenapfel

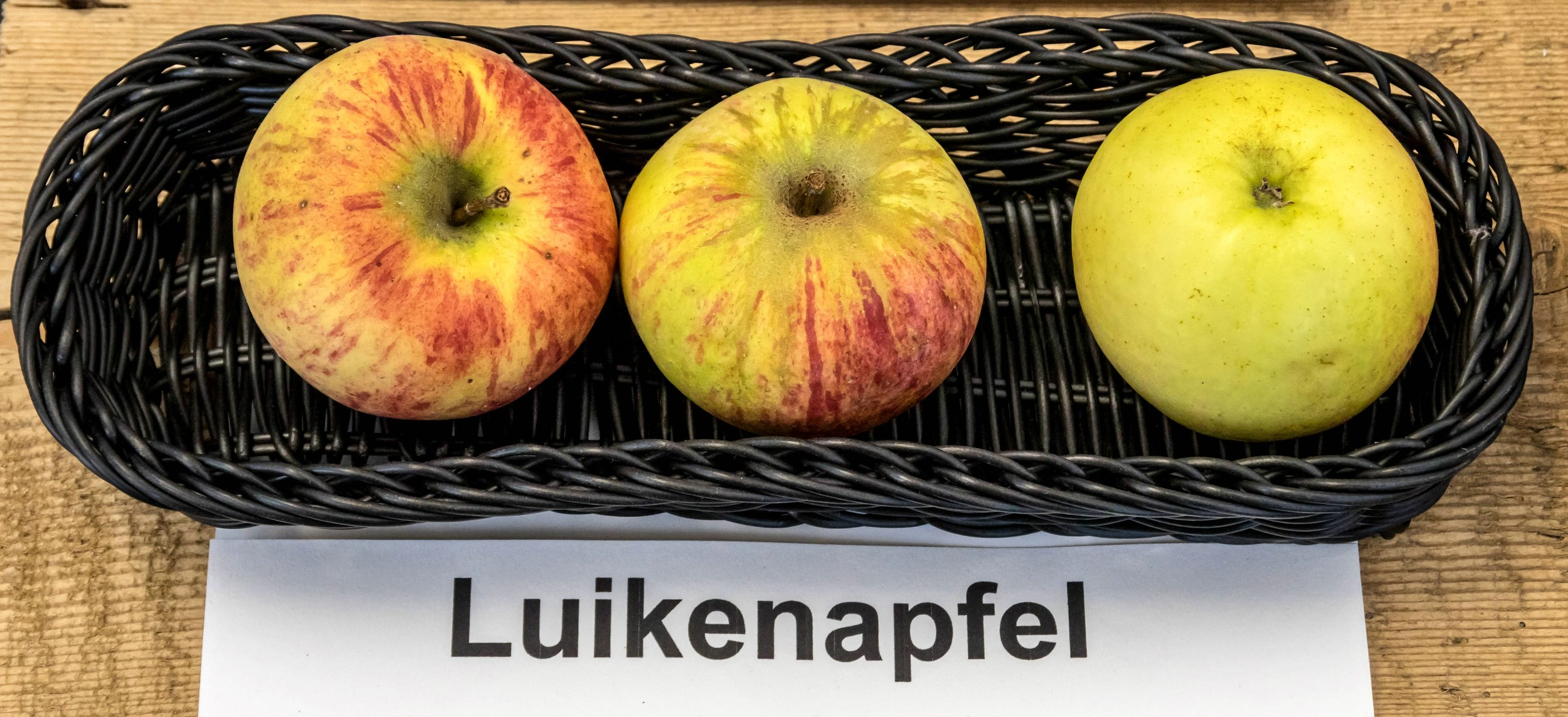
Ansicht der Frucht

Der Luikenapfel ist eine Sorte des Kulturapfels, der erstmals 1831 beschrieben wurde. Diese Regionalsorte war noch um 1900 die in den Streuobstwiesen von Baden-Württemberg am meisten vorkommende Sorte. Heute ist er nur noch gelegentlich zu finden. Der Luiken gehört zur Familie der Streiflinge und ist mit seinem angenehm süßweinigen Geschmack sowohl als Tafelobst als auch für die Most- und Saftbereitung geeignet. Vom Landesverband für Obstbau, Garten und Landschaft Baden-Württemberg wurde der Luikenapfel 2004 zur Streuobstsorte des Jahres ernannt, um auf den Rückgang dieser Kulturpflanze aufmerksam zu machen.
Die Bäume sind stark wachsend und können ein hohes Alter erreichen. Ihre Krone ist flachkugelig und aufgrund der schlanken Triebe stark hängend. Der Ertrag setzt sehr spät ein und ist dann nicht immer regelmäßig, aber hoch.
Die Früchte sind weißlich grün bis weißlich gelb und mit dunkelroten Streifen versehen. Sie reifen Ende September und sind bis November haltbar.
Verwechselt wird er manchmal mit dem erst später aufgetretenen Gewürzluiken.